# Limburg Lions
Pour les articles homonymes, voir Limburg.
Maillots
Le Limburg Lions, officiellement Tophandbal Zuid Limburg, est un club de handball situé à Sittard-Geleen dans le Limbourg aux Pays-Bas.
Issue d'une fusion en 2008 des meilleures formations du Limbourg, à savoir entre le HV Sittard, le V&L Handbal Geleen et le Beekse Fusie Club, le club remporte trois fois le Championnat des Pays-Bas et la Coupe des Pays-Bas ainsi que deux BeNe League lors de la saison 2014/2015.
Le club évolue en BeNe League et a associé son nom avec la société KEMBIT.

## Histoire

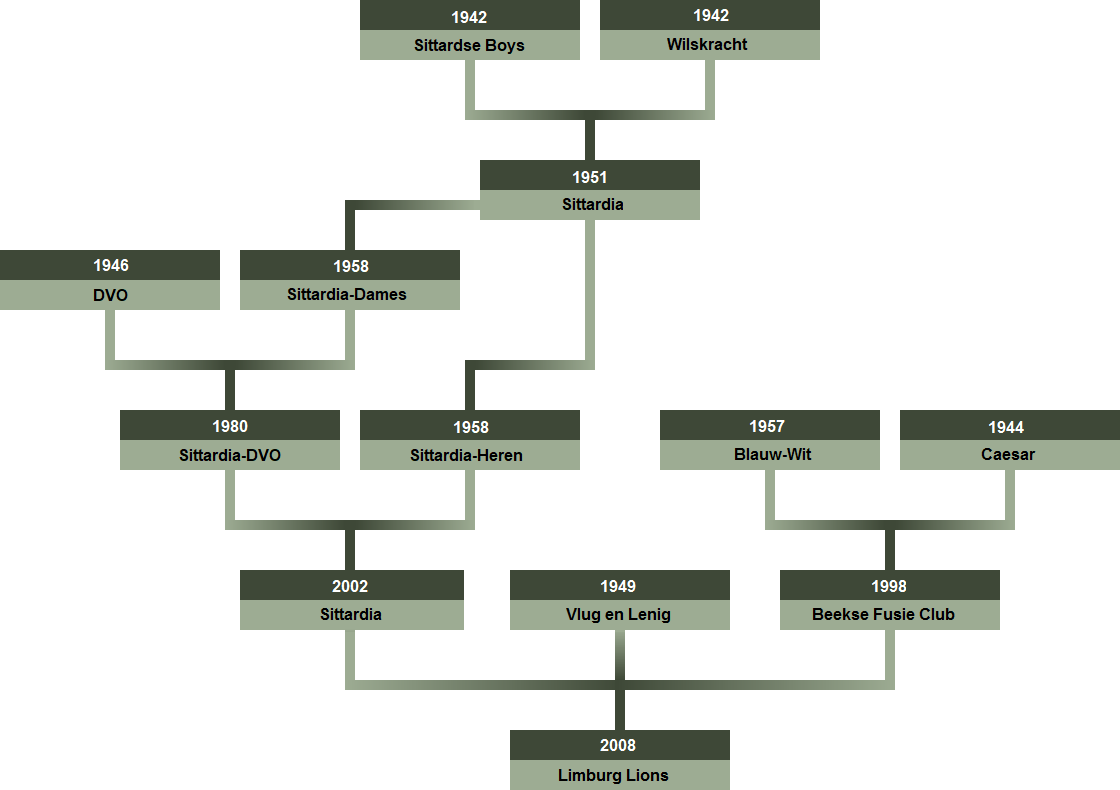
Repère historique - Limburg Lions

Fondé en 2008, le club est en fait issu de la fusion entre les trois clubs du HV Sittard, le V&L Handbal Geleen et le Beekse Fusie Club.
Depuis, la première équipe joue ses matchs à domicile dans la salle Fitland XL à Sittard ou à Glanerbrook et la seconde équipe joue ses matchs dans la salle De Haamen à Beek.

### EnEredivisie
Évoluant dès lors en AFAB Eredivisie, le club réalise une assez bonne première saison avec une sixième place. Puis il réussit à se hisser à la quatrième place lors de la saison 2008/2009 et se retrouve cinquième lors de la saison 2009/2010.
Lors de la saison 2010/2011, les lions réalise leur première grande performance. En effet, le club se qualifie pour la finale du championnat, ayant terminé les play-offs deuxième avec le même nombre de points, soit quinze, que le troisième, le HV Van Der Voort Quintus mais une meilleure différence de but (+15 contre -8 pour le HV Quintus). Lors de ces finales de championnat disputé face au HV KRAS/Volendam, tenant du titre, le club limbourgeois se retrouva défait de 64 à 50 ayant perdu les deux matchs 30 à 24 et 26 à 34, cependant les lions participeront à la BeNeLux liga et à la Coupe de l'EHF, la saison suivante.
La saison 2011/2012 fut synonyme de première expérience européenne pour les limbourgeois, puisqu'ils participèrent à la Coupe de l'EHF masculine 2011-2012 où il réussirent à aller jusqu'au troisième tour car après avoir battu les moldaves du HC "Olimpus-85-USEFS" au premier tour, puis les grecs du AEK Athènes au deuxième tour, le club doit affronter un poids lourds européen, le club allemand des Rhein-Neckar Löwen où ils se font éliminer sans surprise sur le score de 80 à 57 (42-30;38-27). Lors de cette même saison, Limburg Lions vit également sa première expérience en BeNeLux liga où ils réussissent à se qualifier pour le Final Four en terminant deuxième de la poule A, derrière les belges de l'Initia HC Hasselt, avec le même nombre de points, soit 13 points. Lors du Final Four, les lions doivent affronter les premiers de la poule B, le HV KRAS/Volendam, club qui lui a fait perdre le titre de champion la saison précédente. Et face à Volendam qui organisait le Final Four, les limbourgeois sont une nouvelle fois défait 23 à 26. Les lions jouent alors le match pour la troisième place mais il le perd lourdement 33 à 23 face aux belges du United HC Tongeren. Enfin, cette saison se ponctua par une nouvelle finale de championnat perdue face au HV KRAS/Volendam avec deux défaites sur les trois matchs de la finale.
La saison 2012/2013 fut bien moins bonne que la précédent car les lions se font éliminer de la Coupe Challenge lors du tour de qualification terminant troisième du groupe A, derrière les belges de l'Initia HC Hasselt, les estoniens du Põlva Serviti et devant les chypriote du Mavrommatis Ayiou Pavlou. En BeNeLux Liga 2012-2013, Limburg Lions termine troisième du groupe A et se fait donc éliminé de la compétition alors qu'en championnat, les limbourgeois perdirent la finale une nouvelle fois avec tout comme la saison précédente deux défaites sur le trois matchs de la finale.
Lors de la saison 2013/2014, les lions participent pour la deuxième fois de leur histoire à la Coupe EHF mais se font éliminer prématurément par le club islandais du Haukar Hafnarfjörður 51 à 66 (33-36;18-30). En BeNeLux liga, le club réalise l'exploit de se hisser en finale puisqu'après avoir terminé deuxième du groupe A puis être arrivé à battre le HV KRAS/Volendam 30 à 35, après prolongation, Limburg Lions se retrouve donc en finale face au champion de Belgique de l'Initia HC Hasselt qui remporta le match 31 à 28. Enfin, en finale du championnat, les limbourgeois essuient pour la quatrième fois consécutive une défaite face cette fois au Targos Bevo HC.

### En BeNe League
En mars 2014, la Fédération luxembourgeoise de handball (FLH) annonce le retrait de ses clubs en Benelux liga, cette décision fait suite au comportement des dirigeants néerlandais qui a exaspéré les clubs luxembourgeois. Le manque de confiance entre les différentes fédérations a ainsi mis un terme au projet de la Ligue du Benelux.
C'est alors non pas une BeNeLux League mais une BeNe League qui aura lieu.
Dans cette nouvelle compétition, les lions parviennent à se qualifier pour le Final Four en terminant deuxième avec 20 points derrière le United HC Tongeren qui quant à lui comptait 21 points.
Le 7 février, à la Sporthal Alverberg de Hasselt, lieu du Final Four, les lions se retrouvèrent opposé au Initia HC Hasselt, soit les locaux mais malgré cette difficulté Limburg Lions, parvient à vaincre l'Initia dans la difficulté avec le score de 24 à 25.
Et, les limbourgeois se retrouvèrent le lendemain face à leur compatriote du Targos Bevo HC, qui avait surpris la veille en éliminant le United HC Tongeren également sur un score étriqué, 33 à 32.
Dans cette finale cent pour cent néerlandaise, les lions réalisèrent l'incroyable exploits de remporter la rencontre 27 à 25 et donc de remporter leur premier titre.

## Palmarès
Le tableau suivant récapitule les performances du Limburg Lions dans les diverses compétitions néerlandaise et européennes.
| Compétitions transnationales                                                                    | Compétitions nationales |
| - BeNe league (2) : 2014-2015, 2021-2022 - Deuxième: 2013-2014, 2015-2016, 2016-2017, 2019-2020 | - Championnat des Pays-Bas (3) : 2014/15, 2015/16, 2016/17 - Deuxième : 2010/11, 2011/12, 2012/13, 2013/14, 2017/18 - Coupe des Pays-Bas (3) : 2014/15, 2015/16, 2016/17 - Deuxième : 2012/2013, 2013/2014 - Supercoupe des Pays-Bas (2) : 2016, 2017 |

### Parcours
| Saison    | Classement          | Coupe des Pays-Bas  | BeNe League         | Europe                                             |
| --------- | ------------------- | ------------------- | ------------------- | -------------------------------------------------- |
| 2008-2009 | 4                   | ?                   | /                   | -                                                  |
| 2009-2010 | 5                   | ?                   | /                   | -                                                  |
| 2010-2011 | 2                   | ?                   | /                   | -                                                  |
| 2011-2012 | 2                   | ?                   | 4                   | C3 : Troisième tour                                |
| 2012-2013 | 2                   | 2                   | 3e du groupe A      | C4 : Deuxième tour                                 |
| 2013-2014 | 2                   | 2                   | 2                   | C3 : Premier tour                                  |
| 2014-2015 | 1                   | 1                   | 1                   | C3 : Deuxième tour                                 |
| 2015-2016 | 1                   | 1                   | 2                   | C1 : Tournoi de qualification C3 : Phase de groupe |
| 2016-2017 | 1                   | 1                   | 2                   | C3 : Premier tour                                  |
| 2017-2018 | 2                   | 1/2 finales         | 2                   | C3 : Deuxième tour                                 |
| 2018-2019 | 4                   | 2                   | 3                   | C3 : Troisième tour                                |
| 2019-2020 | 2                   | Compétition annulée | Compétition annulée | /                                                  |
| 2020-2021 | Compétition annulée | Compétition annulée | Compétition annulée | /                                                  |
| 2021-2022 | En cours            | En cours            | Vainqueur           | /                                                  |

1. ↑  C3=Coupe de l'EHF; C4=Coupe Challenge

## Campagnes européennes
| Saison    | Compétition*    | Manche               | Club                            | Aller   | Total | Retour  | Club                 |
| --------- | --------------- | -------------------- | ------------------------------- | ------- | ----- | ------- | -------------------- |
| 2011-2012 | Coupe de l'EHF  | Premier tour         | HC "Olimpus-85-USEFS"           | 20 - 37 | 44-73 | 24 - 36 | Limburg Lions        |
| 2011-2012 | Coupe de l'EHF  | Deuxième tour        | AEK Athènes                     | 25 - 27 | 49-53 | 24 - 26 | Limburg Lions        |
| 2011-2012 | Coupe de l'EHF  | Troisième tour       | Rhein-Neckar Löwen              | 42 - 30 | 80-57 | 38 - 27 | Limburg Lions        |
| 2012-2013 | Coupe Challenge | Tour préliminaire-GA | Limburg Lions                   |         | 19-22 |         | Pölva Serviti        |
| 2012-2013 | Coupe Challenge | Tour préliminaire-GA | Mavrommatis Ayiou Pavlou        |         | 20-39 |         | Limburg Lions        |
| 2012-2013 | Coupe Challenge | Tour préliminaire-GA | Limburg Lions                   |         | 28-30 |         | Initia HC Hasselt    |
| 2011-2012 | Coupe de l'EHF  | Deuxième tour        | Limburg Lions                   | 33 - 36 | 51-66 | 18 - 30 | Haukar Hafnarfjörður |
| 2014-2015 | Coupe de l'EHF  | Premier tour         | London GD Handball Club         | 18 - 28 | 30-72 | 12 - 44 | Limburg Lions        |
| 2014-2015 | Coupe de l'EHF  | Deuxième tour        | Ştiinţa Municipal Dedeman Bacău | 34 - 29 | 62-55 | 28-26   | Limburg Lions        |